# BH Air
BH Air (Balkan Holidays Airlines) — чартерная авиакомпания, базирующаяся в Софии, Болгария.
Является чартерным подразделением Balkan Holidays International, основными направлениями являются Великобритания, Скандинавия, Германия, Израиль и Швейцария, а также нерегулярные чартеры в других направлениях. Основная база находится в аэропорту Варны, хабами являются аэропорты Софии, Пловдива и Бургаса.

## История
Авиакомпания была создана 1 января 2002 и начала рейсы 10 января 2002. Авиакомпания была создана как совместное предприятие между Balkan Holidays Bulgaria и Хемус Эйр. Первые рейсы совершались на четырёх 157-местных Ту-154М. На сегодняшний день полностостью принадлежит Balkan Holidays International, в штате 211 сотрудников.

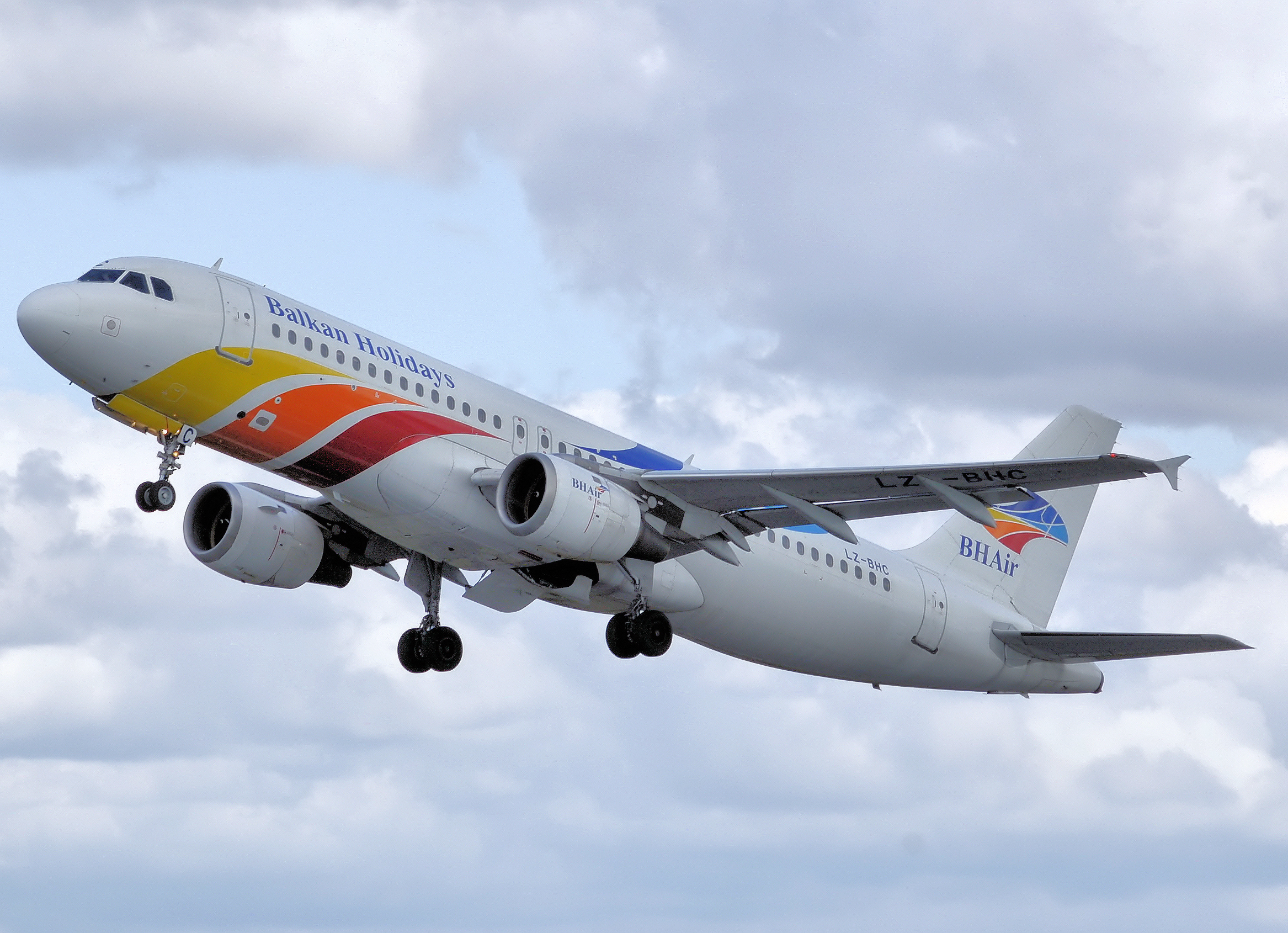
Airbus A320-200

## Флот
Флот BH Air включает следующие самолёты (на ноябрь 2014 года):
- 4 Airbus A320-200
- 1 Airbus A330-200